# 복음서

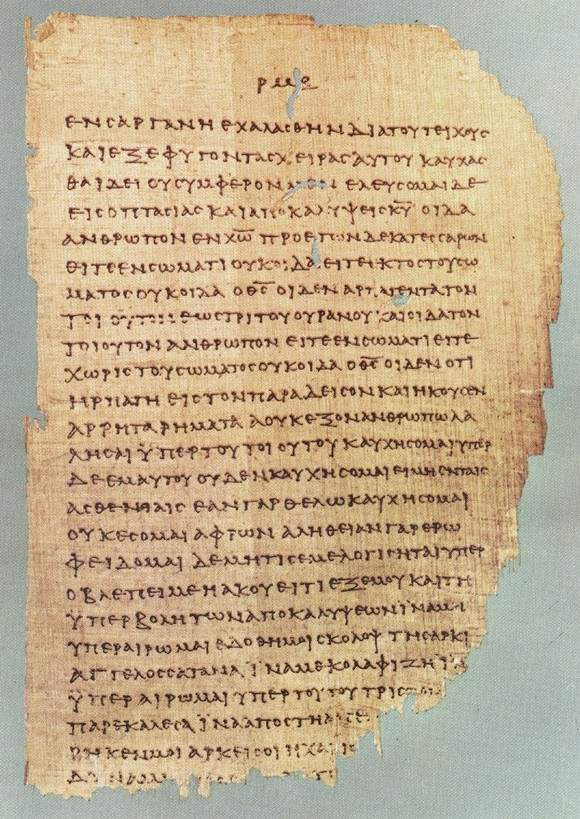

복음서(福音書)란 고대 그리스어의 '좋은 소식'이라는 뜻을 가진 코이네 그리스어, ‘유앙겔리온’(Ευαγγέλιον: euangelion, 라틴어 Evangelium)을 한자어로 풀이한 것으로서, 기독교에서는 문서나 구전 형태로 내려오던 예수전승(Jesus Traditional)을 복음서 저자들이 기술한 신학적 문헌들을 뜻한다. 흔히 신약성경의 마태오 복음서부터 요한 복음서까지의 네 가지 복음서를 일컬어 사복음서라 하며, 요한 복음서를 제외한 세가지 복음서를 공관복음서라고 구분하기도 한다.

## 의미
'유앙겔리온'이라는 고대 그리스어 단어는 원래 일상 생활에서 편지를 주고 받거나 공고에서 마치 관용어처럼 쓰였다. 이 낱말은 역시 로마 시대에 교양 있는 사람들 사이에서 쓰였으며, 때로는 황제의 칙령을 '유앙겔리온'(라틴어로는 '에반젤리움', Evangelium)이라 부르기도 하였다. 영어로는 가스펠(Gospel)이라고도 부른다.

## 사복음서
정경으로 채택된 복음서는 4개가 있고 이를 사복음서라고 한다. 이중 마태오 복음서, 마르코 복음서, 루가 복음서 셋을 통틀어 공관복음서라고도 한다.
- 공동번역성서 표기(현 가톨릭 성경 표기/구 가톨릭 성경 표기/개신교 성경 표기)

- 마태오의 복음서(마태오 복음서/마두복음서/마태복음)
- 마르코의 복음서(마르코 복음서/말구복음서/마가복음)
- 루가의 복음서(루카 복음서/루까복음서/누가복음)
- 요한의 복음서(요한 복음서/요왕복음서/요한복음)

## 사복음서가 생기기까지
19세기까지 성서학자들은 복음서가 예수의 말과 행적을 기록한 역사책으로 보았으나, 성서학이 발전하고 편집비평이 등장하면서 복음서 저자들이 예수 전승을 그들의 그리스도론에 맞게 독창적으로 편집한 신학문서라고 보는 시각이 등장했다. 현재 성서학자들은 복음서 저자들이 예수의 말씀을 정리한 문서로 알려져 있으나, 실존여부는 알 수 없는 Q문서를 참조했을 것으로 추정하고 있다. 그 증거 중 하나가 마태오 복음서이다. 마태오 복음서의 산상설교는 Q문서에 나오는 내용이다. 또한 복음서가 쓰이는 과정에서 저자들은 다른 복음서를 참조하거나 교회사정에 맞게 편집, 수정하기도 했는데 이는 복음서에서 서로 비슷한 내용들이 발견되는 이유이기도 하다. 그 증거로 마태오 복음서와 루카 복음서는 마르코 복음서를 집필자료로 사용해 집필한 것이다. 이렇게 쓰여진 사복음서는 성서 필사자들에 의해 내용이 추가되거나(이문) 고쳐져서(변개) 세월이 지나며 내용의 차이가 더욱 심각해졌다. 이로 인해 복음서 저자들이 쓴 복음서와는 내용에서 차이가 날 수 있으므로,성서학자들은 사본과 원본을 비교하여 본래 원문의 내용을 찾으려고 하는 본문비평작업을 통해 복음서 저자들이 쓴 복음서의 실제 내용을 알아내고자 노력하고 있다.

## 신약 외경
앞의 복음서 이외에도 토마의 복음서등 정경으로 채택되지 못한 신약 외경이 있다(이들은 로마 가톨릭교회와 동방 정교회에서는 구약정경 목록에 포함시키며, 성공회에서는 준정경으로 인정하는 제2경전과 구별된다). 이들은 한때 사라질 위기해 처하여 '숨겨진 복음서'라고도 부른다. 비록 정경으로 채택되지는 못했지만 당시 주류 교회가 반대자들로부터 받고 있던 도전 등을 알 수 있다.
가령, 유아기 복음서는 예수의 어린시절에 대한 언급들이 있다. 이를테면 예수의 양옆에서 십자가에 못박힌 강도들은 예수의 가족들이 이집트로 피신할 때 아기 예수를 돌본 산적들이었다는 이야기 등이다.

## 같이 보기
- 복음
- 복음서 조화
- 인질 (복음)